# Tsukasa Aoi
Tsukasa Aoi (en japonés: 葵 つかさ) (Osaka, 14 de agosto de 1990) es una actriz, AV Idol, gravure idol, modelo y personalidad televisiva japonesa. Considerada una de las AV Idols más populares de su generación, Aoi protagonizó más de 300 películas para adultos desde sus inicios. Ingresó como actriz principal para el estudio Alice Japan, firmando posteriormente un contrato de exclusividad con S1 No. 1 Style. Fue miembro del grupo de idols Ebisu Muscats entre 2015 y 2018.

## Vida y carrera
Nació en Osaka, capital de la prefectura homónima, en agosto de 1990. Debutó como modelo de huecograbado (gravure idol) posando en la revista Bejean en la edición de 2008. En junio de 2009 fue elegida como colaboradora en el programa de variedades de Sun Television Gung Gung Bone!, que fue cancelada poco después de su inicio.
El mismo año, hizo apariciones regulares en el programa de entrevistas de San-TV Onagokoro, presentado una sección propia en otro programa de variedades en la cadena de su ciudad natal, TV Osaka, llamado Idol Sniper 2. En diciembre de 2009, protagonizó Aoi Shōjo, su primer video en huecograbado, filmando posteriormente un segundo en agosto de 2010.
En marzo de 2014, Aoi apareció como AV Idol, caracterizada con un cosplay de Sailor Moon en la película Naked Ambition 2. En septiembre de ese mismo año, protagonizó A Record of Sweet Murder.
El 26 de septiembre de 2015 fue anunciada como miembro de la segunda generación del grupo femenino de idols Ebisu Muscats. Se retiró del mismo en junio de 2018.
En agosto de 2010, Aoi volvió a modelar para la revista Bejean, ahora apareciendo desnuda por primera vez en un reportaje fotográfico. Un mes después se anunció formalmente su debut en la industria para adultos. Su primera película audiovisual (AV), Absolute Girl Aoi Tsukasa, fue lanzada el 8 de octubre de 2010. Se convirtió en una actriz exclusiva para el conocido estudio audiovisual Alice Japan entre 2010 y 2015.
En febrero de 2011, apareció en la portada de la revista Saizo, siendo la primera actriz AV activa en ser elegida como chica de su portada.
En febrero de 2012, ganó el premio FLASH en los Adult Broadcasting Awards. El mismo año, debutó en un papel protagonista en el drama carcelario Kenichi Fujiwara prisionera Nº 701 - Sasori, una nueva versión de la cinta de pinky violence Joshuu 701-gô: Sasori, dirigida en 1972 por Shunya Itō.
En 2013, particioó en un episodio de la serie de comedia de TVBS (Taiwán) True Love 365, siendo la primera AV Idol en aparecer en un dorama taiwanés.
En 2015 se marchó del estudio Alice Japan, firmando un nuevo contrato con S1 No. 1 Style. Su última película con Alice Japan fue Final Continuous Climatic Cumming Tsukasa Aoi, dirigida por Yuji Sakamoto y fue estrenada el 22 de mayo de 2015.
En 2016, recibió el premio Special Presenter Award de los DMM Adult Award. En el 2019 fue nominada a Mejor Actriz en los Fanza Adult Awards.